# هيوليثيات
الهيوليثيات (الاسم العلمي:†Hyolithida) هي رتبة من الرخويات تتبع طائفة الهيوليثانية.

## التصنيف
- الهيوليثات
  - الهيوليث